# Chemin de fer Montreux Oberland bernois
 (septembre 2021).
Pour les articles homonymes, voir MOB.
Le Chemin de fer Montreux Oberland bernois (MOB) est un chemin de fer qui relie Montreux sur la Riviera vaudoise à Zweisimmen et Lenk im Simmental dans l'Oberland bernois. Le point culminant de la ligne se trouve près de Gstaad (col de Saanenmöser) à 1 274,8 mètres.

## GoldenPass Services
GoldenPass Services n'est pas une entité juridique, mais elle assume cependant la direction commune et la gestion du MOB et des Transports Montreux-Vevey-Riviera (MVR), et les rassemble sous un logo unique.

## Histoire
La première section de cette ligne, entre Montreux et les Avants, est ouverte en 1901 et électrifiée dès l'origine. L'embranchement de Zweisimmen à Lenk est ouvert en 1912 et fermé en 1975. Modernisé et équipé d'une nouvelle caténaire, il est rouvert au service en 1979.

### Dates d'ouvertures à l'exploitation
- 1901 : Montreux – Les Avants (18 décembre)
- 1903 : Les Avants – Montbovon (1er octobre)
- 1904 : Montbovon – Château-d'Œx (19 août)
- 1904 : Château-d'Œx – Gstaad (20 décembre)
- 1905 : Gstaad – Zweisimmen (6 juillet)
- 1912 : Zweisimmen – Lenk im Simmental (8 juin)
- 2022 : Montreux – Interlaken-Est (11 décembre)[3]

## Matériel roulant ferroviaire

### Véhicules-moteur

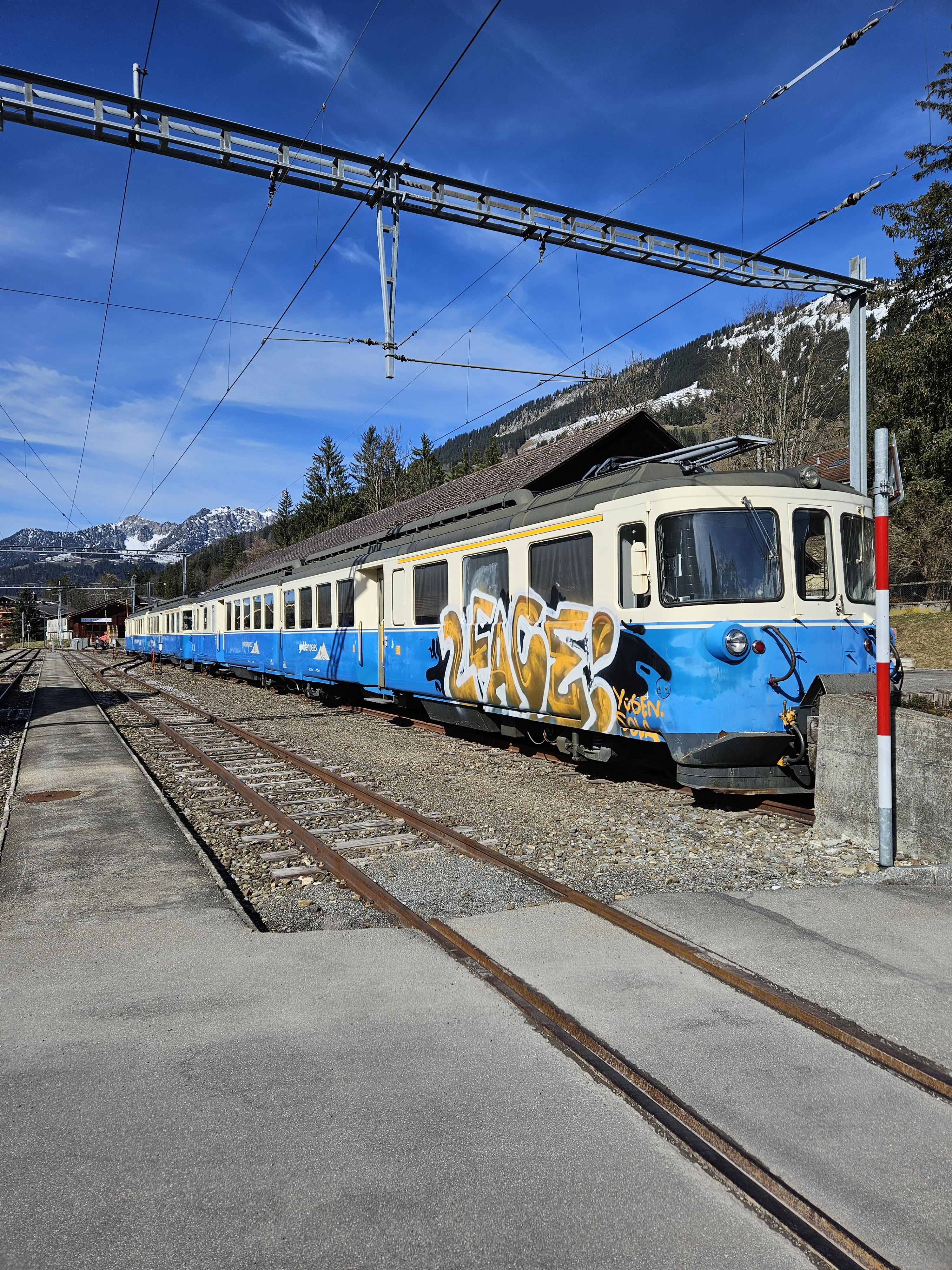
Motrices 4001 et 4004, 4004 devant, Gare de Lenk Mars 2023

| Matériel roulant        | Type et numéros    | Nbre | Année de construction | Constructeur(s)      | Places assises 1re / 2e classe | Remarque(s) | Photo |
| ----------------------- | ------------------ | ---- | --------------------- | -------------------- | ------------------------------ | --- | ----- |
| Automotrices            | BDe 4/4 27-28      | 1    | 1924                  | SIG / BBC            | –                              | BDe 4/4 27 : démolie De 4/4 28 : véhicule de service |       |
| Automotrices            | Be 4/4 1001        | (1)  | (1955) 1973           | ACMV / SWS MFO / BBC | – / 64                         | ex-Be 4/4 9 Lugano–Cadro–Dino démolie en 2017-2018 |       |
| Automotrices            | Be 4/4 1002        | 1    | (1951) 1973           | SWS / SAAS           | – / 56                         | ex-ABe 4/4 4 Biasca–Acquarossa Démolie en 2017-2018 |       |
| Automotrices            | Be 4/4 1003        | 1    | (1958) 1981           | SWS / SAAS           | – / 39                         | ex-Be 4/4 5 FLP Démolie en 2017-2018 |       |
| Automotrices            | Be 4/4 1006-1007   | 2    | 1966-1978             |                      |                                | ex-SNB Be 4/4 301 et 303 rachat 2012 |       |
| Automotrices            | Be 4/4 3001-3004   | 2    | 1944                  | SIG / BBC            | – / 32-36                      | 3001 « Rougemont » : démolie en 2009 3002 « Château-d'Œx » : véhicule de service (sans ABt) 3003 : démolie en 1996 3004 : véhicule de service |       |
| Automotrices            | BDe 4/4 3005-3006  | 2    | 1946                  | SIG / BBC            | – / 28                         | véhicules de service |       |
| Automotrices            | ABDe 8/8 4001-4004 | 4    | 1968                  | SIG / SAAS / BBC     | 22 / 68                        | 4001 : « Suisse » 4002 : « Vaud » 4003 : « Bern », démolie 2018 4004 : « Fribourg » |       |
| Automotrices            | Be 4/4 5001-5004   | 4    | 1976-1979             | SIG / SAAS           | – / 48                         | 2004-2009 : suppression des cabines de conduite anciens blasons : 5001 : « Montreux » 5002 : « Zweisimmen » 5003 : « Lenk i.S. » 5004 : « Sankt Stephan » |       |
| Automotrices            | ABeh 2/6 7501-7508 | 8    | 2016-2017             | Stadler              |                                | |       |
| Automotrices            | Be 4/4 9201-9204   | 4    | 2016-2017             | Stadler              |                                | Tournées face Zweisimmen |       |
| Automotrices            | ABe 4/4 9301-9304  | 4    | 2016-2017             | Stadler              | 18 / 55                        | Tournées face Montreux |       |
| Locomotives électriques | DZe 6/6 2001-2002  | –    | 1932                  | SIG / BBC            | –                              | 2001 : démolie 2002 : cédée au Blonay-Chamby en 2008 |       |
| Locomotives électriques | GDe 4/4 6001-6006  | 6    | 1983                  | SLM / BBC            | –                              | 6001 : « Vevey », livrée Musée Château-d'Œx 6002 : livrée Isabelle von Siebenthal 6003 : livrée Train du chocolat 6004 : « Interlaken », livrée Cristal-Panoramic 6005 : ex-GDe 4/4 101 TPF, livrée Fête des vignerons 2019 6006 : ex-GDe 4/4 102 TPF, livrée Aigle les murailles - Badoux vins |       |
| Locomotives électriques | Ge 4/4 8001-8004   | 4    | 1995                  | SLM / ABB            | –                              | 8001 : livrée Testuz Vins 8002 : livrée MOB 8003 : vendue aux RhB 8004 : livrée Swisstainable |       |
| Locomotives Diesel      | Gm 4/4 2003-2004   | 2    | 1976-1982             | Moyse / CFD Poyaud   | –                              | 2003 : « Montbovon » 2004 : « Albeuve » |       |
| Locomotives Bi-Mode     | Gem 2/2 2502-2504  | 3    | 2016                  | Stadler              | –                              | |       |
| Tracteurs Diesel        | Tm 2/2 3           | 1    | 1955                  | KHD                  | –                              | ex-V121 VGH, achat 1966 |       |
| Tracteurs Diesel        | Tm 2/2 4           | 1    | 1934                  |                      | –                              | ex-Tm 2/2 9913 RhB |       |
| Tracteurs Diesel        | Tm 2/2 5-6         | 2    | 1976-1980             | Kaelble- Gmeinder    | –                              | ex-Benkler 25-26, achat 2007 5 : « Béa » ; 6 : « Elsbeth » |       |
| Tracteurs Diesel        | Tm 2/2 7           | 1    | 1950                  |                      | –                              | ex-Xm 2/2 9914 RhB, achat 2008 |       |

Source : www.automotrice.ch
En 2021, les fourgons automoteurs série 6000 sont retirés du service voyageurs de cette ligne. Le choix de passer à l’attelage automatique pour la traction des trains de voyageurs les ont un peu précipités à la retraite, mais elles feront bientôt leur grand retour avec des attelages automatiques. La relève est notamment assurée par les 9000.
En 2018, les automotrices doubles série 4000 ont été remplacées par les 9000. Aussitôt, la 4003 Bern a été ferraillée. Pendant l'été 2021, la 4002 Vaud a subi le même sort. Depuis, les 4001 Suisse et 4004 Fribourg sont garées à Lenk. Fin 2022, le MOB a annoncé en restaurer une pour l'année 2024. Le but est de faire des trains charter avec les Ars 101 et As 102.

### Voitures voyageurs
| Matériel roulant              | Type et numéros                 | Nbre | Année de construction | Constructeur(s)     | Places assises 1re / 2e classe | Hors-Service Transformation                                                                                                   | Remarque(s) | Galerie |
| ----------------------------- | ------------------------------- | ---- | --------------------- | ------------------- | ------------------------------ | --- | --- | ------- |
| Voitures-pilotes              | ABt 3301-3302                   | –    | (1943) 1981/1974      | SIG / MOB           | 14 / 36                        | | ex-AB 97 et 96 de 1943 circulent avec les BDe 4/4 3001-3002 démolies en 2009 et 2006                                |         |
| Voitures-pilotes              | ABt 5301-5304                   | (3)  | 1976-1979             | SIG / SAAS          | 17 / 31                        | | pour Be 4/4 5001-5004 avant transformation hors service dès 2003-2009 en attente de démolition 5302 démolie en 2008 |         |
| Voitures-pilotes              | ABt 341-344                     | 4    | 2004-2009             | R+J / MOB           | 12 / 23                        | | circulent avec les Be 4/4 5001-5004 transformées, en composition ABt–Be–Bt                                          |         |
| Voitures-pilotes              | Bt 241-244                      | 4    | 2004-2009             | R+J / MOB           | – / 56                         | | circulent avec les Be 4/4 5001-5004 transformées, en composition ABt–Be–Bt                                          |         |
| Voitures-pilotes panoramiques | Ast 116-117 Superpanoramic      | 2    | 1985-1986             | R+J / MOB           | 35 / – dont 8 VIP              | Transformation attelage automatique 2019                                                                                      | 116 : « Lausanne » côté Zweisimmen 117 : « Château-d'Œx » côté Montreux aujourd'hui tournées face contre Montreux   |         |
| Voitures-pilotes panoramiques | Ast 151-152 Crystal Panoramic   | 2    | 1993                  | Breda / SIG         | 36 / – dont 8 VIP              | Transformation attelage automatique 2019                                                                                      | 151 côté Zweisimmen ; 152 côté Montreux aujourd'hui tournées face contre Zweisimmen                                 |         |
| Voitures-pilotes panoramiques | ABst 381-384 Goldenpass Express | 4    | 2020 - 2021           | Stadler             | 9 Prestige 26 2ème classe      | | Face côté interlaken 19.32m / 27 Equipée du ZUB                                                                     |         |
| Voitures-pilotes panoramiques | Ast 181-184 Goldenpass Express  | 4    | 2020 - 2021           | Stadler             | 9 Prestige 20 1ère classe      | | Face côté Montreux 19.32m / 27t                                                                                     |         |
| Voitures panoramiques         | As 110-112, 114                 | 4    | 1976-1983             | R+J / MOB           | 32-36 / –                      | | |         |
| Voitures panoramiques         | Ars 115                         | –    | 1985                  | R+J / MOB           | 44 / –                         | Transformé en Brs 228 (1995)                                                                                                  | a porté les armes de la reine Élisabeth II                                                                          |         |
| Voitures panoramiques         | As 118-119                      | 2    | 1992-1993             | R+J / MOB           | 32-36 / –                      | | |         |
| Voitures panoramiques         | As 153-154 Crystal Panoramic    | –    | 1993                  | Breda / SIG         | 48 / –                         | Transformées en Bs 251-252 (2000)                                                                                             | identiques aux voitures des FO et BVZ pour le Glacier Express                                                       |         |
| Voitures panoramiques         | As 191-194 Goldenpass Express   | 3    | 2020 - 2021           | Stadler             | 28 / --                        | | 18.7m / 26.5t |         |
| Voitures panoramiques         | B 201-202                       | 2    | 1964                  | SIG / FFA           |                                | Transformées en voitures Belle époque Brs 201 (2004) et Bs 202 (2006)                                                         | |         |
| Voitures panoramiques         | B 203                           | 1    | 1967                  | SIG / FFA           |                                | HS | |         |
| Voitures panoramiques         | BD 204-206                      | 3    | 1968-1971             | SIG                 |                                | 204 / 205 Transformation attelage automatique 2017 206 = Vendue au Chemin de fer de la Mure (2020)                            | |         |
| Voitures panoramiques         | B 207-210                       | 4    | 1973                  | SIG                 |                                | 207-209 = Vendues aux TPF (2012) 210 = Démolie en 2016                                                                        | |         |
| Voitures panoramiques         | B 207-215                       | 9    | 1973-1979             | SIG                 |                                | 207-209, 215 = Vendues aux TPF (2012) 210 = Démolie en 2016 211-214 = Vendues au Chemin de fer de la Mure (2020-2021)         | |         |
| Voitures panoramiques         | B 216 - 218                     | 3    | (1963-1964) 1999-2000 | SIG                 |                                | Transformation attelage automatique 2017 - 2018                                                                               | 216 : ex-AB 301 217 : ex-AB 302 218 : ex-A 104                                                                      |         |
| Voitures panoramiques         | Bs 220-227                      | 8    | 1979-1990             | R+J / MOB           | – / 49-56                      | 220 = BDs 220 (2001) 221 = Brs 221 (1987) 224 = BDs 224 (2002) 225 = BDs 225 (2002) 226 = Démolie (2018) 227 = Démolie (2015) | |         |
| Voitures panoramiques         | Brs 221                         | 1    | (1979) 1987           | R+J / MOB           | – / 45                         | Transformée en Bs 221 en 2013 afin d'être équipée des premiers bogies à écartement variables pour une série de tests          | ex-Bs 221 |         |
| Voitures panoramiques         | Brs 228                         | 1    | (1985) 1995           | R+J / MOB           | – / 43                         | Démolie en décembre 2020 | |         |
| Voitures panoramiques         | BS 230 - 238                    | 8    | 2009 -2010            | MOB / RailityBienne | - / 48+8                       | Transformation attelage automatique 2017 - 2022                                                                               | Plancher bas 18.5m / 22.5t                                                                                          |         |
| Voitures panoramiques         | Bs 251-252                      | 2    | 1993                  | Breda               | – / 48                         | Transformation attelage automatique 2018 - 2019                                                                               | ex-As 153-154 du Crystal Panoramic-Express                                                                          |         |
| Voitures panoramiques         | Bs 271-274 Goldenpass Express   | 4    | 2023                  | Stadler             | -- / 39                        | | Planché bas 18.75m / 25.3t                                                                                          |         |
| Voitures panoramiques         | Bs 281-284 Goldenpass Express   | 4    | 2020 - 2021           | Stadler             | -- / 79                        | | 19.32m / 25.8t |         |
| Voitures panoramiques         | Bsi 291-293 Goldenpass Express  | 3    | 2020 - 2021           | Stadler             | -- / 54                        | | Interface 18.9m / 25.11t                                                                                            |         |
| Voitures panoramiques         | BDs 220, 224-225                | 3    | (1979-1983) 2001-2002 | R+J / MOB           | – / 45                         | | ex-Bs 220, 224-225 BDs 220 : prototype avec essieux à écartement variable dès 2010                                  |         |
| Voitures CIWL                 | Ars 101                         | 1    | (1915) 1930           | SIG                 | 24 / –                         | | ex-A4 83 de 1915, AB4 101 à l'origine                                                                               |         |
| Voitures CIWL                 | As 102                          | 1    | (1927) 1931           | SWS                 | 36 / –                         | | ex-A4 84 de 1927, AB4 102 à l'origine                                                                               |         |
| Voitures MOB Belle Époque     | As 103, 107                     | 2    | (1964) 2004           | SIG / FFA / MOB     | 36 / –                         | Transformation attelage automatique 2018                                                                                      | ex-A 107 et B 201 de 1964                                                                                           |         |
| Voitures MOB Belle Époque     | Brs 201                         | 1    | (1964) 2004           | SIG / FFA / MOB     | – / 47                         | Transformation attelage automatique 2018                                                                                      | ex-A 103 de 1964 |         |
| Voitures MOB Belle Époque     | Bs 202                          | 1    | (1964) 2004           | SIG / FFA / MOB     | – / 47                         | Transformation attelage automatique 2018                                                                                      | ex-B 202 de 1964 |         |

Source : www.x-rail.ch

## Trains prestigieux

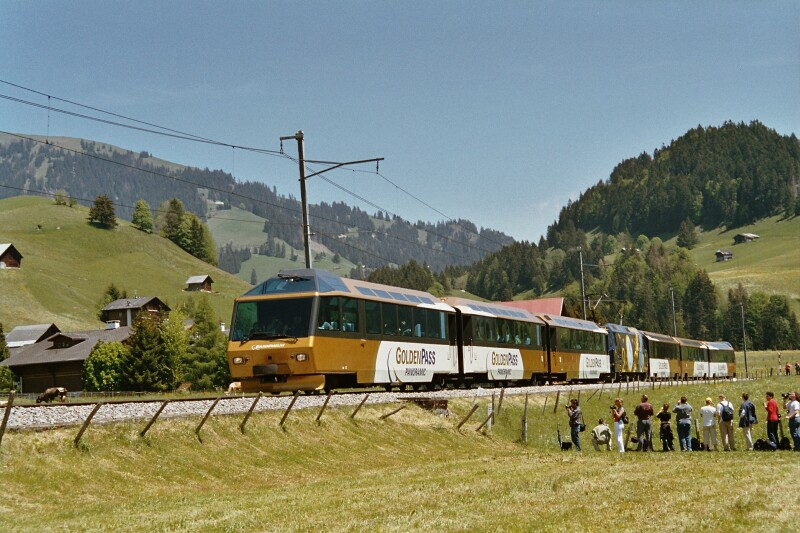
Goldenpass dernière génération, voitures panoramiques

### Golden Mountain Pullman Express
En 1931 est créé le Golden Mountain Pullman Express avec 4 voitures salon spécialement construites pour ce train de luxe en coopération entre le MOB et la Compagnie des wagons-lits (CIWLT). Mais la crise économique provoque l'arrêt brusque de ce service et les quatre voitures salon appartenant à la CIWLT sont vendues en 1939 au Chemin de fer rhétique où elles sont toujours utilisées. Deux autres ayant appartenu dès l'origine au MOB sont restaurées et remises en service dans les années 1980.

### Trains panoramiques
Outre les services normaux (liaisons Montreux-Gstaad-Lenk) et les services locaux, le MOB exploite des trains panoramiques. La première voiture panoramique climatisée est inaugurée en 1976.
- Goldenpass Express  : Train de 3 classes. Prestige,1re et 2e classe. Inauguré le 11.12.2022, c'est un train disposant de bogies à écartement variable il est capable de passer de la voie étroite (1000 mm) à de la voie normale (1435 mm). La classe Prestige se caractérise par des sièges de grand confort, chauffants et permettant de toujours être dans le sens de la marche. L’espace Prestige est également rehaussé de 40 centimètres, afin de permettre une plus grande immersion du voyageur dans le paysage. Le voyageur se trouve comme assis dans le paysage. À noter que toutes les places offrent une vue panoramique. Les voitures sont dotées de compartiments à bagages et de supports pour les skis. Les voitures à plancher bas comprennent également un espace pour les personnes à mobilité réduite, ainsi que des toilettes adaptées. Toutes les toilettes sont équipées de table à langer.
- Panoramic-Express**** : train de 1re et 2e classe, il circule dès 1979, tracté par une unité multiple de deux BDe 4/4 3003 à 3006 repeintes. La livrée Panoramic crème/bleu roi fait son apparition et ce train contraste avec les anciens trains bleu clair/beige. La livraison des GDe 4/4 6001 à 6004 permettra une seconde liaison quotidienne dès 1982.
- Superpanoramic Express : exclusivement en 1re classe, il est mis en service en 1985 dans la composition suivante : Ast117–BDe3005–BDe3006–Ars115–Ast116, éventuellement renforcé par une As placée entre l'Ast 117 et la BDe 4/4 3005[6]. La livrée est identique au Panoramic-Express.
- Crystal Panoramic Express : en 1993, la compagnie inaugure ce nouveau train-drapeau, lui aussi exclusif 1re classe. Les voitures sont achetées chez l'italien Breda et sont de conceptions semblables à celles livrées aux FO et BVZ pour le Glacier Express. La GDe 4/4 6003 est repeinte dans la nouvelle livrée Crystal et incorporée à la rame : Arst151–As153–GDe6003–As154–Arst152.
- Golden Panoramic Express : les GDe 4/4 6002 et 6004 et les voitures-pilote du Superpanoramic Express sont repeintes en livrée Crystal pour former ce nouveau train dès 1995[7].
- MOB Panoramic : tout le matériel Panoramic est repeint dans les nouvelles couleurs GoldenPass bleu/or que l'on retrouve également sur les trains BLS Zweisimmen–Interlaken et Brünig Interlaken–Lucerne. Il en existe deux versions sur le MOB : rame tractée ou rame réversible ; dans ce dernier cas, il aura la mention « avec places VIP » indiquant que le train est composé avec les voitures-pilotes Ast 116-117 et Arst 151-152 offrant aux voyageurs une vision panoramique sur la ligne.

#### Matériel du Superpanoramic
Pour former ce train de prestige, le MOB a imaginé un concept permettant d'offrir à ses hôtes une vision panoramique sur la ligne, à l'instar des ETR 300 Settebello des Ferrovie dello Stato. Les voitures-pilotes ont été conçues avec une cabine de conduite surélevée et en retrait, permettant ainsi l'aménagement de places assises derrière le pare-brise principal.
L'équipement de pilotage des deux voitures Ast 116-117 est prélevé dans l'une des cabines de conduites des BDe 4/4 3005 et 3006. Ces deux automotrices sont alors couplées en permanence et insérées au milieu de la composition. Elles avaient reçu la livrée Panoramic en 1979 déjà pour assurer les trains Panoramic-Express en rame tractée ; en 1982 leurs intérieurs sont aménagés façon « chalet suisse ». Les sœurs BDe 4/4 3003 (en 1982) et 3004 (ex-3001, en 1979) sont repeintes en bleu Panoramic pour pouvoir tracter le Superpanoramic en cas de défaillance de l'une des 3005-3006.
Les deux derniers exemplaires de la série (3001 [ex-3004] et 3002) sont restées en bleu clair ; l'on préleva une cabine de conduite pour transformer deux voitures (AB 97 et 96) en voitures-pilotes ABt 3301 et 3302. Couplées en rame fixe avec leur voiture-pilote respective, les 3001/3301 et 3002/3302 assurèrent la desserte locale Zweisimmen–Lenk, à l'instar de la série 5000.

### MOB Belle Époque

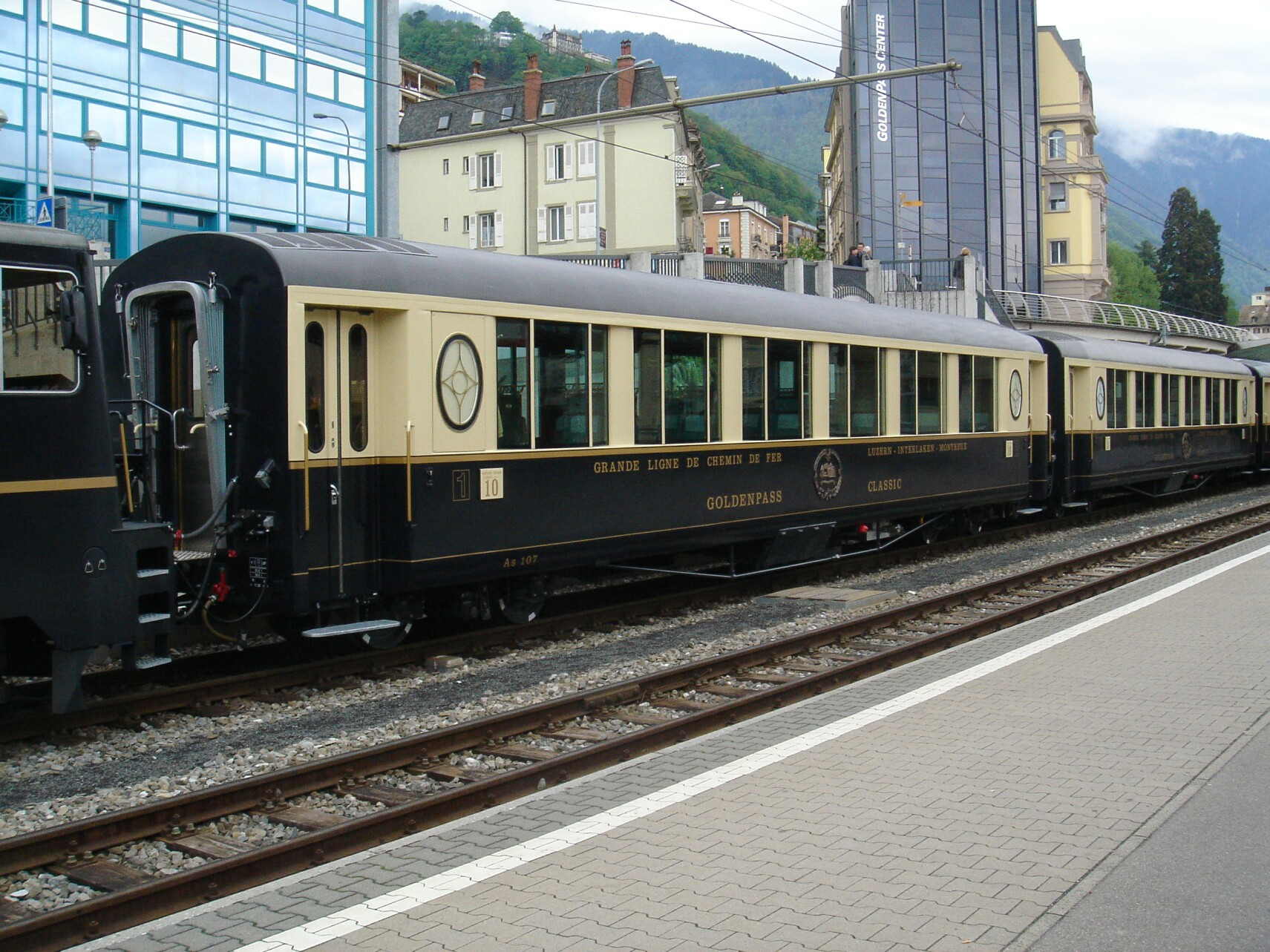
Voiture du MOB Belle Époque à Montreux

Lancé en 2005, il s'agit d'un train basé sur l'ancien Golden Mountain Pullmann Express des années 1930. De nouvelles carrosseries au style Rétro sont construites sur des châssis d'anciennes voitures. C'est donc une rame moderne composée de voitures à l'allure Pullman qui relie deux fois par jour Montreux à Zweisimmen.

### Goldenpass Express
Depuis 1873, le rêve était de relier le Lac Léman à Gstaad et Interlaken. Malheureusement de systèmes de largeur de voies (métrique et normale) ne permirent pas de le réaliser. À la fin des années 2000, un concept nouveau est développé pour permettre cette liaison sans changement de train. Au lieu de la construction d'une nouvelle voie, il s'agit d'installer un bogie à écartement et emmarchement variables sur le matériel roulant, des bogies construits par Alstom. Le lancement du projet avec le nouveau matériel roulant fabriqué par Stadler Rail, devait se réaliser en 2022. Malheureusement la pandémie ayant retardé la livraison de fournitures de matériels et l'absence de touristes, étrangers en particulier, oblige la direction du MOB, en accord avec le BLS, les autorités du Canton de Vaud, du Canton de Berne et du Canton de Fribourg, ainsi que de l'Office fédéral des transports, de reporter ce lancement au changement d'horaire de décembre 2022,.

#### Matériel du Goldenpass Express
La première des 19 voitures commandées chez Stadler Rail a été livrée le 15 avril 2021 et porte le numéro Bsi 293. L'esthétique de ces matériels a été confié au célèbre designer Pininfarina. Trois classes sont prévues, une première classe, une seconde classe et une troisième prémium. Il y aura également un espace restaurant et des voitures particulières pour les personnes à mobilité réduite. La seconde voiture livrée est une voiture pilote ABst 382.
Depuis le 11 décembre 2022, jusqu'au 10 juin 2023, le GPX circulera une fois par jour dans chaque direction. Dès 10 juin 2023, il est prévu quatre allers-retours (AR) par jour.

## Archives
- Fonds : Groupe Montreux-Oberland bernois (1881 - 1989) [151,00 mètres linéaires].  Cote : CH-000053-1 PP 738. Archives cantonales vaudoises (présentation en ligne).

### Articles
- « Montreux - Oberland Bernois », Voies Ferrées, no 7,‎ septembre-octobre 1981 (présentation en ligne).
- « 4 locomotives pour le MOB », Voies Ferrées, no 20,‎ novembre-décembre 1983 (présentation en ligne).
- « Panoramiques sur le MOB », Voies Ferrées, no 99,‎ janvier-février 1997 (présentation en ligne).
- « Les 100 ans du MOB », Voies Ferrées, no 130,‎ mars-avril 2002 (présentation en ligne).
- « Le MOB a 100 ans », Voies Ferrées, no 133,‎ septembre-octobre 2002 (présentation en ligne).
- « MOB : retour vers la belle époque », Voies Ferrées, no 153,‎ janvier-février 2006 (présentation en ligne).
- Jérôme Gachet, « Un siècle et demi pour accomplir la prophétie du Goldenpass Express », Passé simple. Mensuel romand d’histoire et d’archéologie, no 79,‎ novembre 2022, p. 3-14.

### Ouvrages
- Michel Grandguillaume, Gérald Hadorn, Sébastien Jarne, Jean-Louis Rochaix et Annette Rochaix (ill. Daniel Croset), MOB, Du Leman Au Pays-d'Enhaut : Chemin De Fer Montreux Oberland Bernois, de l'origine à 1963, vol. 1, Suisse, Éditions La Raillère (ex. BVA), coll. « Chemins de fer Privés Vaudois », 1992, 288 p., 22 x 22 cm (ISBN 2-88125-0084 et 978-2-88125-008-8).
- Michel Grandguillaume, Gérald Hadorn, Sébastien Jarne, Jean-Louis Rochaix et Annette Rochaix (ill. Daniel Croset), MOB, Du Leman Au Pays-d'Enhaut : Chemin De Fer Montreux Oberland Bernois, de 1964 à nos jours, vol. 2, Suisse, Éditions La Raillère (ex. BVA), coll. « Chemins de fer Privés Vaudois », 1994, 312 p., 22 x 22 cm (ISBN 2-88125-0092 et 978-2-88125-009-5).
- (de + fr) Henri Guhl, E. Styger et et al., 75 ans jahre MOB, 1901 - 1976 : Chemin de fer Montreux - Oberland bernois, Montreux, Corbaz S.A, 1976, 179 p., 30,5 x 21,5 cm.
- (de + fr + en) Edward W. Paget Tomlinson, Roger Kaller et Pierre Stauffer, MOB : The Montreux-Oberland Bernois Railway. Le Montreux-Oberland Bernois. Die Montreux-Berner Oberland-Bahn, Montreux, MOB Chemin de fer Montreux-Oberland Bernois, 1985.
- (de + fr) Jean-Michel Hartmann, Zauber der MOB - Magie du MOB, OTT, Thoune, 1985, 120 p., in-8° (ISBN 3-7225-6331-3).